# Rodrigo Gral
Rodrigo Gral (Chapecó, 21 febbraio 1977) è un ex calciatore brasiliano, di ruolo attaccante.

## Palmarès

### Club

#### Competizioni nazionali
- Campionato brasiliano: 1

Grêmio: 1996
- Coppa del Brasile: 1

Grêmio: 1997
- Campionato giapponese: 1

Júbilo Iwata: 2002
- Coppa dell'Imperatore: 1

Júbilo Iwata: 2003
- Supercoppa del Giappone: 2

Júbilo Iwata: 2003, 2004
- Coppa di Lega di Singapore: 1

DPMM: 2019

#### Competizioni statali
- Campionato Gaúcho: 4

Grêmio: 1995, 1996, 1999
Juventude: 1998
- Campionato Carioca: 1

Flamengo: 2001
- Taça Guanabara: 1

Flamengo: 2001
- Taça Rio: 1

Flamengo: 2000
- Campionato Pernambucano: 1

Santa Cruz: 2011
- Campionato Brasiliense: 1

Gama: 2015
- Campeonato da Região Metropolitana: 1

São José-RS: 2016

#### Competizioni internazionali
- Coppa Libertadores: 1

Grêmio: 1995
- Recopa Sudamericana: 1

Grêmio: 1996
- Copa dos Campeões: 1

Flamengo: 2001